# Виа Минуция
Виа Минуция (на латински: Via Minucia) е важен римски път от Рим за Брундизий, пристанището за отиване в Гърция. Той е страничен път на Виа Апия.
Виа Минуция (или „Виа Нумиция“) е конструирана от Тиберий Минуций Авгурин, консул през 305 пр.н.е. (Cic. Phil. 2, 34, 84).
През 109 г. император Траян разширява пътя и го нарича Виа Траяна.